# Eli Durante
Eli Durante (San Paolo, 1947) è un ex calciatore brasiliano, di ruolo attaccante.

## Carriera
Formatosi calcisticamente in patria nella Ferroviária e poi nel Flamengo, nel 1966 viene ingaggiato dagli ecuadoriani dell'Emelec. Con l'Emelec ottiene il secondo posto nel campionato 1966 e giunge al secondo posto nella classifica marcatori con nove reti segnate.
Nell'estate 1967 si trasferisce negli Stati Uniti d'America per giocare nei Los Angeles Toros, società militante nella neonata NPSL. Con i Toros ottenne il quinto ed ultimo posto nella Western Division.
La stagione seguente Durante, a seguito del trasferimento dei Toros a San Diego, gioca la prima parte della neonata NASL nei San Diego Toros per poi passare al St. Louis Stars, con cui ottiene il terzo posto della Gulf Division.
Nel 1969 torna all'Emelec, con cui ottiene il sesto posto nel Campeonato Nacional de Fútbol.
Nel 1970 torna negli Stati Uniti per giocare nel K.C. Spurs, con cui ottiene il secondo posto nella Northern Division della NASL.
L'anno seguente passa al Rochester Lancers, con cui giunge alle semifinali della North American Soccer League 1971, risultato bissato anche la stagione successiva. Con i Lancers partecipa alla CONCACAF Champions' Cup 1971, unica franchigia della NASL a partecipare alla massima competizione nordamericana per club: chiuse la coppa al quarto posto della fase finale del torneo. Durante rimase in forza ai Lancers sino al 1975.